# San Teodoro (Sassari)
Pour les articles homonymes, voir San Teodoro.
San Teodoro est une commune italienne de la province de Sassari dans la région Sardaigne en Italie.

## Administration
| Période                                  | Période | Identité | Étiquette | Qualité |
| ---------------------------------------- | ------- | -------- | --------- | ------- |
|                                          |         |          |           |         |
| Les données manquantes sont à compléter. |         |          |           |         |

### Hameaux
Suareddha, Monte Pedrosu, Straulas, Buddhitogliu, La Traversa, Lu Fraili, Sitagliacciu ; îles et îlots Proratora, Cana, Rosso, Isoledda

### Communes limitrophes
Budoni, Loiri Porto San Paolo, Padru, Torpè